# Navio voador de Clonmacnoise

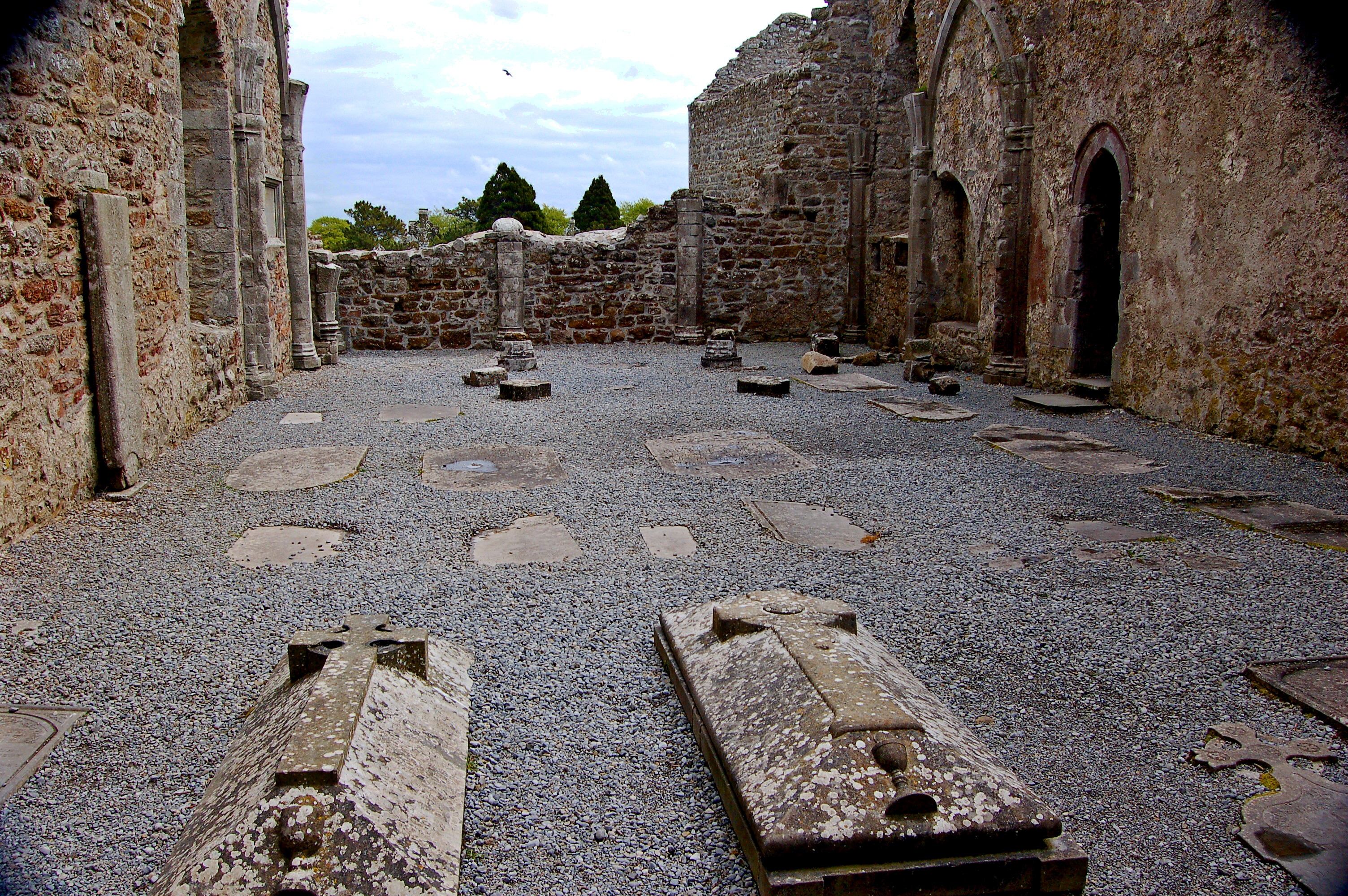
O interior da catedral na abadia de Clonmacnoise

O navio voador de Clonmacnoise é o tema de um episódio histórico relatado em várias fontes medievais. Embora o relato original, nos anais irlandeses, tenha simplesmente mencionado uma aparição de navios com suas tripulações no céu sobre a Irlanda na década de 740, relatos posteriores durante a Idade Média expandiram progressivamente esta história com detalhes pitorescos. Primeiro, os navios foram reduzidos a apenas um navio sobre Teltown, do qual um tripulante jogou e recuperou uma lança de pesca. Depois, a cena mudou para a abadia de Clonmacnoise e, mais tarde, para a Grã-Bretanha, e a lança de pesca foi trocada por uma âncora que se prendeu em uma parte de uma igreja. Dizia-se também que o marinheiro que desceu para soltá-la corria o risco de se afogar no ar grosso deste mundo inferior. A história foi recontada por Seamus Heaney em um conhecido poema reunido em seu volume de 1991, Seeing Things.

## Origens
Vários conjuntos de anais irlandeses, como os de Ulster, Tigernach, Clonmacnoise, e The Four Masters, brevemente mencionam uma estranha aparição; Os Anais de Ulster, por exemplo, simplesmente dizem que "navios com suas tripulações foram vistos no ar". Embora os anais sejam inconsistentes quanto à data exata, se foi em 743, 744 ou 748/9, eles são, mesmo assim, considerados como uma descrição antiga, embora possivelmente de segunda ou terceira mão, do mesmo evento, uma ocorrência considerada notável o suficiente para ser registrada. Naturalmente, a natureza exata desses supostos navios não pode ser comprovada hoje em dia, embora eles tenham sido interpretados de várias maneiras como uma formação incomum de nuvens (como a nuvem em forma de navio registrada como tendo sido vista pelos monges de St. Albans no século XIII), uma exibição de aurora borealis, ou, por muitos ufólogos, como evidência de uma visita alienígena. Mais recentemente, o evento foi explicado como uma miragem oceânica, um fenômeno que pode fazer com que os navios no mar pareçam estar acima do horizonte.

## Evolução da lenda
A história é repetida no Livro de Leinster como parte de um relato de eventos na assembleia de Teltown: “Outra maravilha da mesma assembleia: Ver três navios navegando no ar acima deles, quando os homens da Irlanda estavam celebrando a assembleia com Domnall filho de Murchad,” que reinou de 743 até 764. Novos detalhes são compartilhados por um relato do Livro de Ballymote. Desta vez só inclui um navio, que ainda aparece sobre a assembleia de Teltown, mas sobre a presença do antigo Rei Congalach mac Maelmithig, e é escrito que um dos tripulantes atirou um dardo em um salmão, que acabou caindo na presença da multidão. Um homem desceu para recuperar o dardo, mas quando um dos indivíduos do chão o segurou, o estranho chorou, “eu estou sendo afogado”. Congalach ordenou que soltasse-o, e o tripulante retornou ao navio, nadando.
Gilla Pátraic, um bispo de Dublin do final do século XI, deu um relato da história em versos em Latim com detalhes parecidos com os do Livro de Ballymote, mas sem a intervenção de Congalach nem o homem no chão.
Um desenvolvimento adicional fica evidente em uma versão da história preservada em Edimburgo, na Biblioteca Nacional da Escócia, Adv. MS 72.1.26. O manuscrito é do século XV ou XVI, mas o texto não pode ser datado com tanta facilidade: Kenneth Hurlstone Jackson o considerou talvez do século XIV ou XV, enquanto John Carey o atribuiu ao período do Irlandês médio, que terminou por volta de 1200. Nesta versão da história, a localização deixa de ser Teltown e se torna a igreja de Clonmacnoise, e ao invés de uma ferramenta de pesca, o objeto que cai é uma âncora. Os sacerdotes a agarram, mas um homem chega nadando e protesta, depois dizendo que está afogando. Então ele nada em direção ao navio com sua âncora.
O formato da história com o elemento da âncora se espalhou para fora da Irlanda, e pode ser encontrado na crônica do abade francês do final do século XII, Geoffroy du Breuil, onde a âncora é supostamente lançada em Londres em 1122, e na obra Otia Imperialia por Gervásio de Tilbury. Gervásio conta que, ao sair da igreja local em algum lugar da Grã-Bretanha em um dia escuro e nublado, os paroquianos viram uma âncora de navio incrustada em um monte de pedras no pátio da igreja e uma corda que descia até ela de cima. Um dos marinheiros tenta recuperá-la, mas é pego pelos observadores e morre sufocado “pela umidade de nosso ar grosso”. Uma hora depois, os marinheiros cortam a corda e fazem o navio ir embora, sem âncora.
Gervásio termina escrevendo que ainda é possível ver fragmentos de ferro na porta da igreja, criados graças a âncora.
Mais uma recontagem é encontrada em uma obra do século XIII em nórdico antigo Konungs skuggsjá ou Speculum Regale. Nesta versão, uma âncora amarrada a um navio flutuante cai na igreja de Cloena (Clonmacnoise) durante uma missa. Um dos tripulantes desce do navio de modo a parecer que estava nadando. Alguns homens queriam pegá-lo, mas o bispo presente os proibiu, dizendo que o homem se afogaria se fizessem isso. Assim que o homem voltou ao navio, a corda foi cortada e os tripulantes foram embora, com a âncora permanecendo na igreja como uma "testemunha do evento" desde então.

## Inícios e análogos
Os detalhes que foram progressivamente adicionados à história original podem ter sido resultados do amor irlandês medieval por milagres, maravilhas e inversões da realidade. O celtólogo Proinsias Mac Cana citou outras histórias irlandesas que, como a lenda do navio voador, exploram "a relação entre o natural e o sobrenatural, entre este e o outro mundo, juntamente com as ambiguidades e relatividades de tempo e espaço que estavam implícitas em sua interação". Isso inclui o encontro de Bran (Immram Brain) em seu navio com Manannan Mac Llyr em sua carruagem voadora, quando Manannan disse que o que é mar para os humanos é terra para os deuses. Também a história de Máel Dúin voando em seu navio "como uma nuvem" sobre campos e florestas. Navios ou barcos voadores, emblemáticos da Igreja, navegando em direção ao céu, são um tema encontrado em várias cruzes medievais irlandesas esculpidas, algumas datando do século VIII. O tropo de prender e recuperar uma âncora em um monastério também ocorre em uma história mencionada em uma glosa de um antigo hino irlandês, "Ní car Brigit buadach bith"; nesta história, a âncora pertence a um navio de mar comum e o monastério fica no fundo do Mar de Wight. John Carey acreditava que esse episódio havia sido apropriado pelos monges de Clonmacnoise e adicionado à sua versão da lenda do navio voador.

## Incidente em Merkel
Durante os anos de 1896 e 1897, houve muitos relatos nos Estados Unidos de misteriosos dirigíveis (tais invenções estavam em um estágio de desenvolvimento experimental na época) vistos no céu, alguns atestados por fontes aparentemente confiáveis, enquanto outros eram claramente farsas. Um relato, publicado no Houston Post em 28 de abril de 1897, contava sobre fiéis de Merkel, Texas, que voltavam da igreja para casa à noite, quando se depararam com uma corda e uma âncora sendo arrastadas pelo país até que finalmente se prenderam em uma linha férrea. Eles viram que a corda estava presa a um dirigível com luzes brilhando em suas janelas. Um homem desceu pela corda, cortou-a embaixo dele e foi levado com o dirigível. Segundo o relato, a âncora pode ser vista na oficina de ferreiro local. O relato inteiro contém semelhanças suficientes com as várias versões da história de Clonmacnoise para demonstrar uma ligação, incluindo os fiéis deixando a igreja e as condições de pouca luz, eventos descritos pela Otia Imperialia (mas não pelo Speculum Regale), e a parte onde o aeronauta escapa e a âncora se torna um enfeite local, como descrita pelo Speculum Regale (mas não pela Otia Imperialia). Não está claro qual é a fonte exata da história e como ela alcançou Texas.

## Poema de Seamus Heaney
Seamus Heaney aparentemente se deparou pela primeira vez com a história de Clonmacnoise em um papel acadêmico de 1983 de Andrew Foley, e, dezessete anos mais tarde, disse que estava fascinado por ela desde então, vendo-a como uma parábola sobre a necessidade de estar preparado para o normal e o sobrenatural.
Sua coleção de poemas de 1991, Seeing Things, inclui uma sequência de poemas de 12 linhas chamada “Lightenings”. O oitavo poema sem título desta sequência, composto de quatro estrofes de três linhas, descreve uma nova versão da história, na qual a âncora se prende ao altar da igreja, o marinheiro que desce não consegue soltá-la, mas os monges o fazem, e o marinheiro volta "para fora do maravilhoso como ele o conhecia". Heaney afirmou várias vezes que seu poema é “sobre a maneira como a consciência pode ficar viva em duas versões diferentes e contraditórias da realidade e ainda encontrar um jeito de negociar entre elas”, e que “É sobre a negociação que ocorre na vida de todo mundo entre o que é previsto e o que é suportado - entre o sonho lá em cima e os feitos aqui embaixo... Acho que é sobre poesia”. Quando Heaney ganhou o Prêmio Nobel de Literatura em 1995, este poema foi citado pela Academia Sueca como "uma cristalização da grande parte do mundo imaginativo de Heaney: História e sensualidade, mitos e o dia a dia - tudo articulado na rica linguagem de Heaney".
A recontagem da história medieval feita por Heaney inspirou outras obras de arte. Ela é o ponto de partida do poema Against Pilgrimage de Moira Linehan. Também é o assunto da tapeçaria Out of the Marvellous por Peter Sís, apresentada no Aeroporto de Dublin em 2014, que retrata uma figura em um pequeno navio no céu, que é sustentado por folhas de papel com versos do poema.